# Informació i Documentació
Informació i Documentació és un ensenyament universitari, adaptat a l'Espai Europeu d'Ensenyament Superior, a través del qual s'obté la titulació de graduat en Informació i Documentació. Aquest ensenyament, que s'imparteix des del curs 2009-2010 als Països Catalans, substitueix els ensenyaments de diplomatura de Biblioteconomia i Documentació i llicenciatura de Documentació. D'entre les 5 branques temàtiques definides a l'Estat espanyol per a les titulacions universitàries, aquest grau forma part de la branca de Ciències Socials i Jurídiques.
Les directrius del grau d'Informació i Documentació van ser aprovades per l'ANECA (Agencia Nacional de Evaluación de la Calidad y Acreditación) i publicades l'any 2004. A més, en el disseny dels graus dut a terme principalment en 2007-2008, cada universitat va establir, en la forma que va considerar oportú, un diàleg amb una selecció de graduats, ocupadors, professionals sèniors o acadèmics, per tal de copsar les necessitats i tendències de l'entorn.

## Objectius dels estudis
La informació en xarxa inunda els entorns digitals de persones i organitzacions. Més pròpiament, es tracta d'informació en brut, pendent de treballar-la i donar-li forma. Si això s'aconsegueix, pot resultar molt útil. Si no, hi ha conseqüències indesitjades: saturació informativa, pèrdues o filtracions indegudes, decisions errònies, etc. En aquest sentit, els objectius d'aquests estudis són:
- Formar especialistes en disseny, gestió i avaluació de serveis d'informació d'acord amb les necessitats d'una comunitat geogràfica, virtual o vinculada a una organització, per tal que les persones i les organitzacions disposin d'informació i documentació de valor, en una diversitat de contextos individuals i col·lectius.
- Desenvolupar competències específiques de captura, selecció, organització, preservació i difusió d'informació i documentació, mitjançant l'aplicació de les tecnologies.
- Desenvolupar habilitats de comunicació pròpies de la mediació entre els usuaris i els documents, així com les competències de gestió de recursos per a assegurar la qualitat dels serveis.
- Formar professionals que coneguin el marc legal en torn a la gestió dels arxius
- Formar professionals de mentalitat oberta al canvi que s'integrin en entorns laborals marcats per la constant innovació de processos i instruments i que sàpiguen posar en relleu el valor estratègic de la informació i la documentació en tot tipus d'organització. Per a la qual cosa han de ser capaços d'analitzar sistemàticament la diversitat de contextos organitzatius i socials on els pot correspondre actuar, per tal de poder establir-hi la màxima empatia i actuar com a agent de canvi.

## Matèries que s'estudien
Les matèries principals que s'estudien són les relacionades amb les unitats, sistemes i serveis d'informació, l'anàlisi de l'entorn de la informació i mètodes de recerca, la planificació, organització i avaluació de sistemes d'informació, l'organització i representació de la informació, l'adquisició, valoració i preservació de la documentació i les tecnologies de la informació. També es cursen estades de pràctiques en empreses i institucions públiques i privades.

## Sortides professionals
En finalitzar els estudis, es pot optar a les següents sortides professionals:
- Bibliotecari/a documentalista
- Gestor/a de la documentació en organitzacions
- Arquitecte/a de sistemes web
- Formador/a en l'ús d'informació
- Consultor/a en sistemes d'informació
- Especialista en gestió del coneixement
- Especialista en intel·ligència empresarial
- Curador de continguts
- Especialista en documentació sanitària, audiovisual, jurídica...
- Documentalista audiovisual

## Universitats que imparteixen aquest ensenyament als Països Catalans
- Universitat de Barcelona (Facultat de Biblioteconomia i Documentació)
- Universitat de València (Facultat de Geografia i Història)